# Queer

De 'Pride Progress vlag' - ontworpen door de Amerikaanse ontwerper Daniel Quasar - streeft naar meer inclusie binnen de lhbti+-beweging. De nieuwe kleuren roze, turquoise en wit staan voor de inclusie van transpersonen, waaronder non-binaire personen en wie zich als gendernon-conform identificeert; de nieuwe kleuren zwart en bruin staan voor de inclusie van zwarte mensen en mensen van kleur.

Queer is een overkoepelend begrip voor onder andere homoseksuele, biseksuele, panseksuele, transgender, intersekse en non-binaire (ook wel 'genderqueer) mensen. De term wordt meestal gebruikt om uit te leggen dat iemand zich niet thuisvoelt binnen de hetero- en cisgendernormen en zogeheten 'hokjes' in twijfel trekt. Queer kan daarnaast verwijzen naar een politieke beweging die racisme, seksisme, heteronormativiteit en kapitalisme bestrijdt.

## Oorsprong
In de zestiende eeuw werd het woord queer in de Engelse taal gebruikt als een synoniem voor 'vreemd', 'excentriek' of 'merkwaardig'. Het woord kan verwijzen naar iets dat verdacht is of naar een persoon die ongewenst gedrag vertoont. In Britse literatuur verwees 'queer' naar 'zich onwel voelen'.
De eerste keer dat het woord 'queer' verwees naar homoseksualiteit was in 1894. Lord John Sholto Douglas, de 9e Markies van Queensberry, gebruikte dit woord terwijl hij een boze brief schreef over zijn oudste zoon Francis, die net was overleden. Francis werkte voor lord Rosebery, met wie hij een romantische affaire had. Douglas schreef in zijn brief dat "snob queers like Rosebery" verantwoordelijk waren voor de dood van zijn zoon.

## Gebruik
Gedurende de jaren 80 in de vorige eeuw, toen de aidsepidemie plaatsvond, werd de term 'queer' toegeëigend door de lhbti-gemeenschap. Dit keer had de term een activistische betekenis en kon gebruikt worden voor alle mensen die het niet eens waren met seksuele- en cisgendernormativiteit. Queer verzet zich niet alleen tegen heteronormativiteit, maar tegen alle manieren om personen in een hokjes te plaatsen.

Een van de eerste keren dat de term in deze context werd gebruikt, is te vinden in de flyer 'Queers read this'. Deze werd in juni 1990 tijdens de New York Pride verspreid. Leden van de organisatie 'Queer Nation' schreven dit pamflet, waarin ze het gebruik van de term bespraken en toelichtten:
“Moeten we dit woord echt gebruiken? Het is vragen om problemen. Elk homoseksueel persoon heeft een eigen blik erop. Voor sommigen betekent het gek, excentriek en mysterieus […] Voor anderen roept 'queer' vreselijke herinneringen op van lijden […] Zeker, 'gay' is geweldig. Het is bekend geworden. Maar wanneer veel lesbiennes en homoseksuele mannen in de ochtend wakker worden, voelen we ons kwaad en vol met walging. We voelen ons niet 'gay'. Daarom kiezen we ervoor om onszelf 'queer' te noemen. 'Queer' is voor ons een manier om ons eraan te herinneren hoe we worden waargenomen door de rest van de wereld.”
In Angelsaksische landen is queer vaak een synoniem voor homoseksueel en als zodanig wordt de term bijvoorbeeld gebruikt in de titels van de televisieseries Queer as Folk en Queer Eye. Ook wordt queer wel gebruikt als verzamelterm in plaats van lgbt, bijvoorbeeld in de namen van de filmprijzen Queer Palm en Queer Lion.

### Queer in Nederland

Amsterdam tijdens de Gay Games in 1998.

Gert Hekma, voormalig docent Homostudies aan de Universiteit van Amsterdam (UvA), stelt dat radicale ideeën van queerbewegingen slechts voor een korte periode in Nederland aanwezig waren. Deze bewegingen, die streden voor een meer fluïde benadering voor zowel gender als seksualiteit, waren het meest actief gedurende de jaren 70 van de twintigste eeuw.
Vanuit organisaties als de Nederlandse Vereniging voor Seksuele Hervorming (NVSH) en het COC ontstonden radicale groepen die pleitten voor afschaffing van seksualiteits- en genderverschillen. Voorbeelden van deze groepen zijn de Rooie Flikkers, Lesbian Nation (een actiegroep, genoemd naar het boek Lesbian Nation) en Paarse September. De stijl van de Rooie Flikkers kenmerkte zich door onderuithalen van zekerheden en het assertief optreden als openlijke homo. Daarnaast spraken sommigen hun steun uit voor onder meer pedofilie en sadomasochisme. Heteroseksuele relaties werden als onderdrukkend gezien, met name jegens vrouwen.
Leden van Lesbian Nation bekritiseerden seksisme binnen de homobeweging, evenals homofobie binnen het feminisme. Ook bestreden ze racisme. In jaren zeventig - de periode waarin deze groepen bestonden - waren Nederlandse woorden als 'flikker' en 'pot' gangbaar. De doelstellingen van deze groepen waren queer in die zin dat gender en seksualiteit als onafscheidelijk van elkaar werden beschouwd.
Na de jaren 80 werd het queergeluid steeds marginaler. Termen als 'flikker' en 'pot' werden weer ingewisseld voor meer neutrale termen als 'homoseksuele mannen' en 'lesbische vrouwen'. Andere doelen kwamen op de agenda, zoals de openstelling van het burgerlijk huwelijk voor twee personen van hetzelfde geslacht (vaak kortweg aangeduid met homohuwelijk). Hoewel Nederlandse radicale bewegingen steeds meer verdwenen, werd het woord 'queer' steeds vaker gebruikt in het Nederlandse taalgebruik. Een voorbeeld hiervan waren de Gay Games 1998 in Nederland. In gebarentaal werd dit evenement ook wel de Queer Games genoemd. De reden hiervoor was dat gebarentaalgebruikers het gebaar voor 'gay' zagen als een vooral op mannen gericht gebaar, waardoor niet iedereen het gebaar op prijs stelde.
Daarnaast organiseerden mensen tijdens de Gay Games een 'Queer Do It Yourself Games', als alternatief op het hoofdprogramma. De organisatoren omschreven dit als 'een middelvinger naar de Gay Games, want die zijn suf, truttig en veel te commercieel.' Hekma gaf zijn eigen symposium bij de Gay Games van 29 tot 31 juli in 1998 te Amsterdam, met als titel 'Queer Games?' Hekma vertelde daarover in het Parool: 'De gay was langzamerhand een eenvormige kloon geworden. De queer is dwars, verzet zich tegen de kleurloosheid, bijvoorbeeld door extravagantie'.
In de jaren tien van de 21e eeuw identificeren met name jongere mensen zich steeds vaker als queer omdat ze de termen homo, lesbisch of biseksueel als te beperkend ervaren, dan wel zich niet kunnen verenigen met de culturele achtergrond daarvan. Om die reden besloot de gemeente Den Haag in 2020 om de afkorting 'lhbti' in te wisselen voor het woord 'queer' in haar beleidsdocumenten. Iedereen die niet cishet (cisgender en heteroseksueel) is, kan deze term gebruiken om zichzelf te beschrijven. De Amerikaanse belangenorganisatie GLAAD adviseerde daarom in 2016 om de afkorting LGBT aan te vullen met de Q van queer en dus voortaan de term 'LGBTQ' te gebruiken.
In 2021 werd door 22 queerorganisaties het Queer Network Amsterdam opgericht en in 2023 werd ook de al sinds 1996 bestaande Pride Amsterdam uitgebreid en omgedoopt in Queer & Pride Amsterdam waarmee uiting wordt gegeven aan de bredere inhoud van het evenement.

### Gebruik in de academische wereld

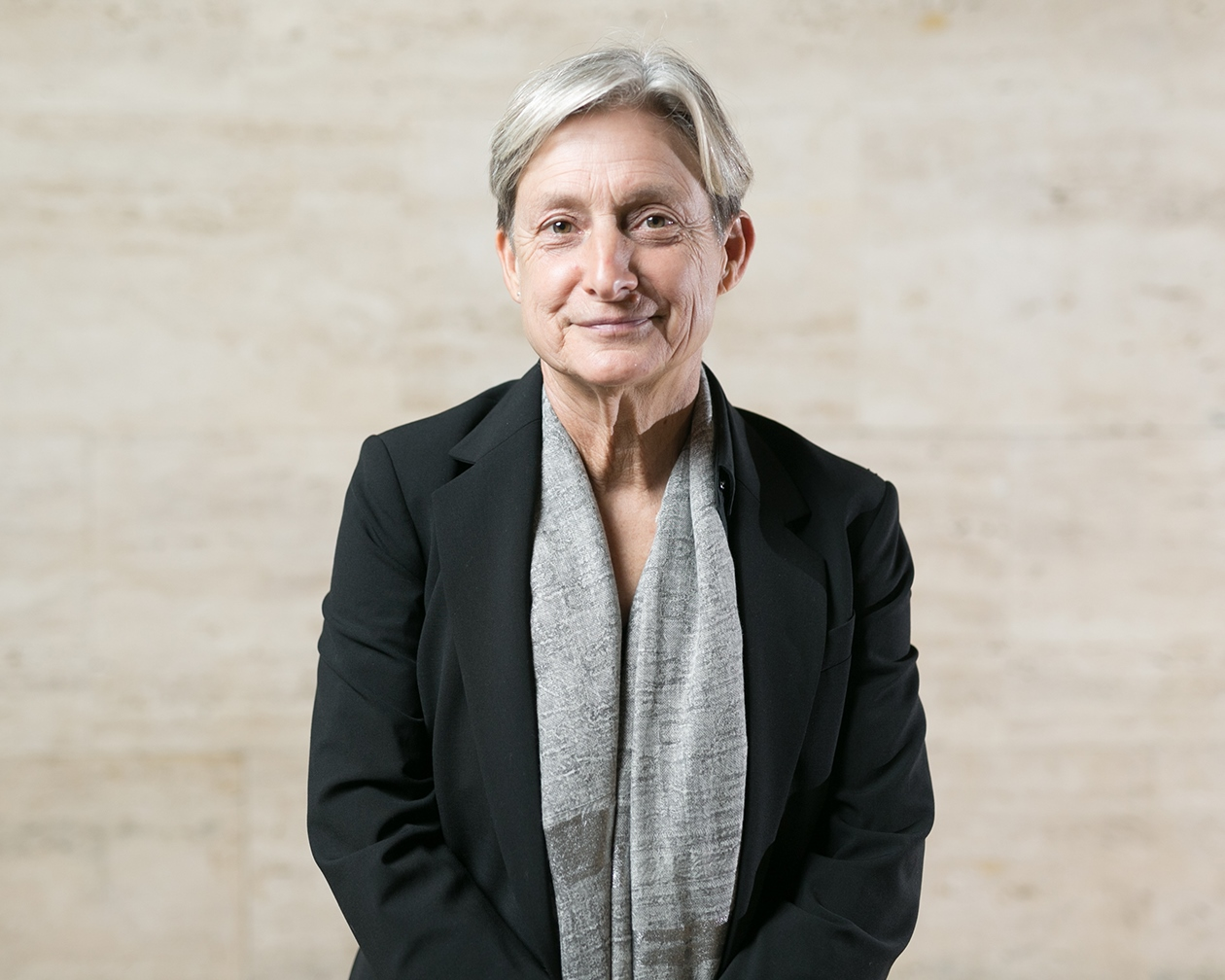
Judith Butler (2018)

Sinds de jaren negentig van de twintigste eeuw is queer een vaak gebruikt begrip in de genderstudies van bijvoorbeeld Judith Butler. Butler stelt dat het lichaam zonder gender geboren wordt. In plaats daarvan bestaat gender uit een reeks opvoeringen. Hierbij valt te denken aan eigenschappen (stoer/lief), kleding (broek/jurk) of handelingen (jongens huilen niet). Herhaling is hierbij cruciaal. Door een handeling keer op keer uit te voeren, komt het over als natuurlijk. Daarmee is gender een proces dat constant opnieuw wordt geproduceerd. Butler wordt hiermee door sommigen ook wel als de grondlegster van de queer theory beschouwd en 'Queen of Queer' genoemd.

### Kritiek
Niet iedereen is even blij met de term 'queer'. Sommigen vrezen dat dit 'anti-label' een nieuw, vast omschreven hokje wordt, of te veel bepaald wordt door de kraakbeweging en/of definiëren zich liever helemaal niet. Anderen verkiezen juist vaste categorieën en voelen zich bedreigd in hun eigen seksuele of genderidentiteit. Zelfdefinitie is echter een queer basisprincipe. Iedereen is dan ook vrij om een eigen etiket en aanspreekvorm te kiezen, of niet te kiezen.
Vooral in Engelstalige gebieden wijzen mensen de term soms nog af, omdat 'queer' oorspronkelijk 'vreemd' of 'eigenaardig' betekent. Ook is het woord in de Engelse taal lang gebruikt als scheldwoord voor homoseksuele mensen. Sommige lesbiennes en homo's willen zich niet met deze negatieve connotatie associëren en vinden niet dat ze 'vreemd' zijn. Anderen omhelzen het woord juist als geuzennaam.
Elders ergert men zich soms aan de westerse Angelsaksische culturele identiteitsaspecten en het bewust vage karakter van het woord en houdt men het liever bij de oude scheldwoorden in de eigen taal. In Frankrijk zal men alternatieve holebi-activiteiten dus eerder aankondigen als 'trans-pédé-gouine'.
In Nederlandstalige streken komt dit soort gebruik van scheldwoorden ook voor. In Nederland komt dit woordgebruik inmiddels minder voor dan in Vlaanderen, nu de term 'queer' aan terrein wint - zodanig zelfs, dat ook commerciële feesten deze nieuwerwetse naam gebruiken, ook al hebben ze niets te maken met de politieke betekenis van het woord.

## Inhoud
Progressieve queers beschouwen de homowereld als rolbevestigend en commercieel. Queers vinden bijvoorbeeld dat binnen de homoseksuele mainstream de hetero-instituten zoals het huwelijk te veel als moreel juiste standaard worden gezien. Ook verafschuwen queers bedrijven die homoseksueel gedrag niet accepteren maar zich wel in commercieel opzicht tot de 'roze markt' richten.
Meer nog dan een koepelwoord kan men 'queer' dus ook beschouwen als een politieke stellingname. De kritiek op heteronormativiteit en het binaire geslachtsmodel wordt dan uitgebreid naar het aan de kaak stellen van elke identiteitsnorm.
Radicale queers zien in alle categoratieve indelingen een discriminatieve basis: het categoriseren wordt in dit extreme standpunt gelijkgesteld met in- of exclusie van mensen. Daarom verzetten ze zich niet alleen tegen homo-, lesbo-, bi- en transfobie, seksisme en genderisme, maar bijvoorbeeld ook tegen racisme, validisme, leeftijdsdiscriminatie en economisch onrecht.
Wanneer men dat wil realiseren door middel van anarchie en sociale revolutie kan van queeranarchisme gesproken worden. Deze insteek gaat al terug tot de Duitse activist Adolf Brand, die van 1896 tot 1932 het allereerste homotijdschrift Der Eigene uitgaf.

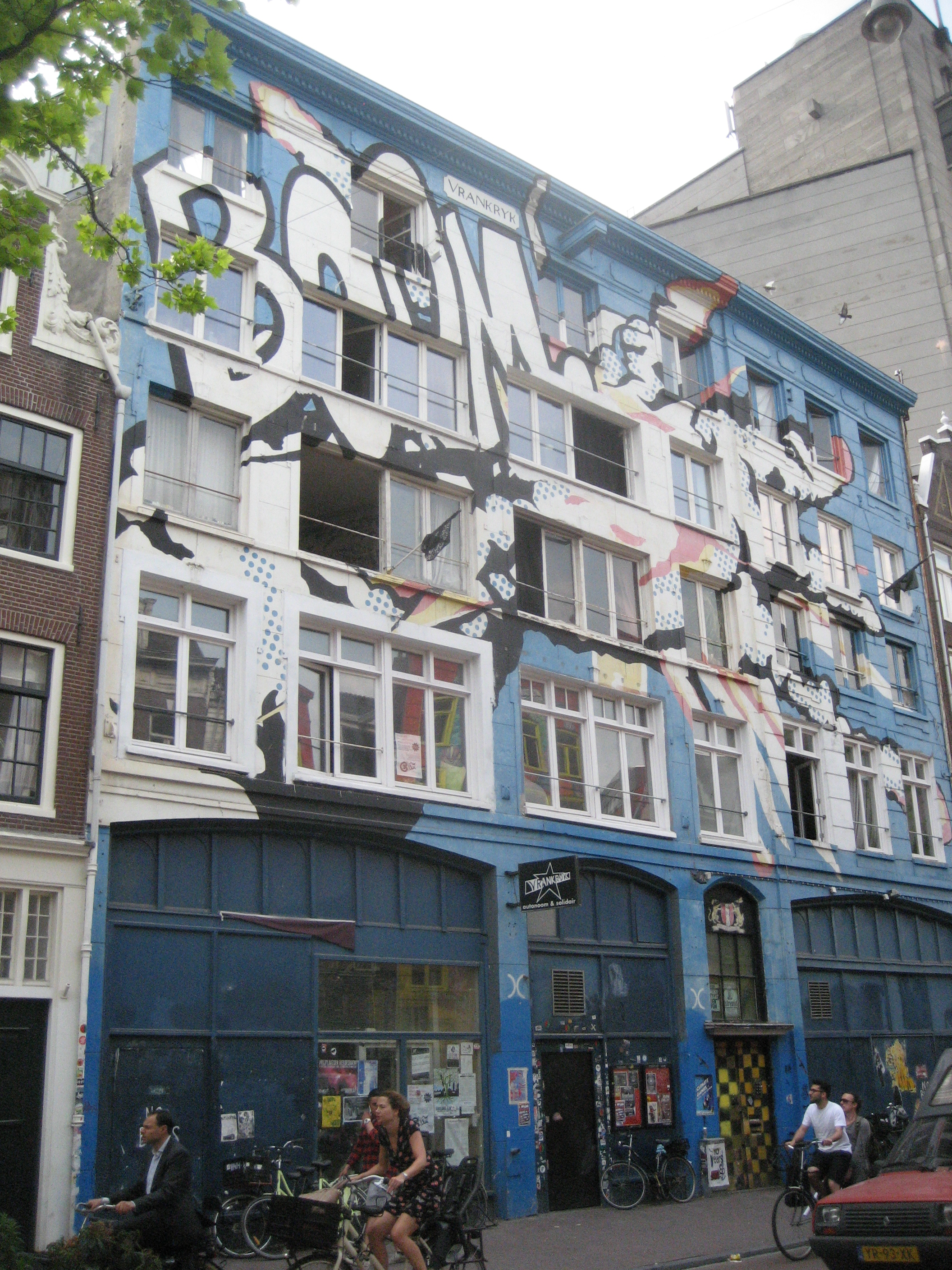
Het voormalige kraakpand Vrankrijk in Amsterdam

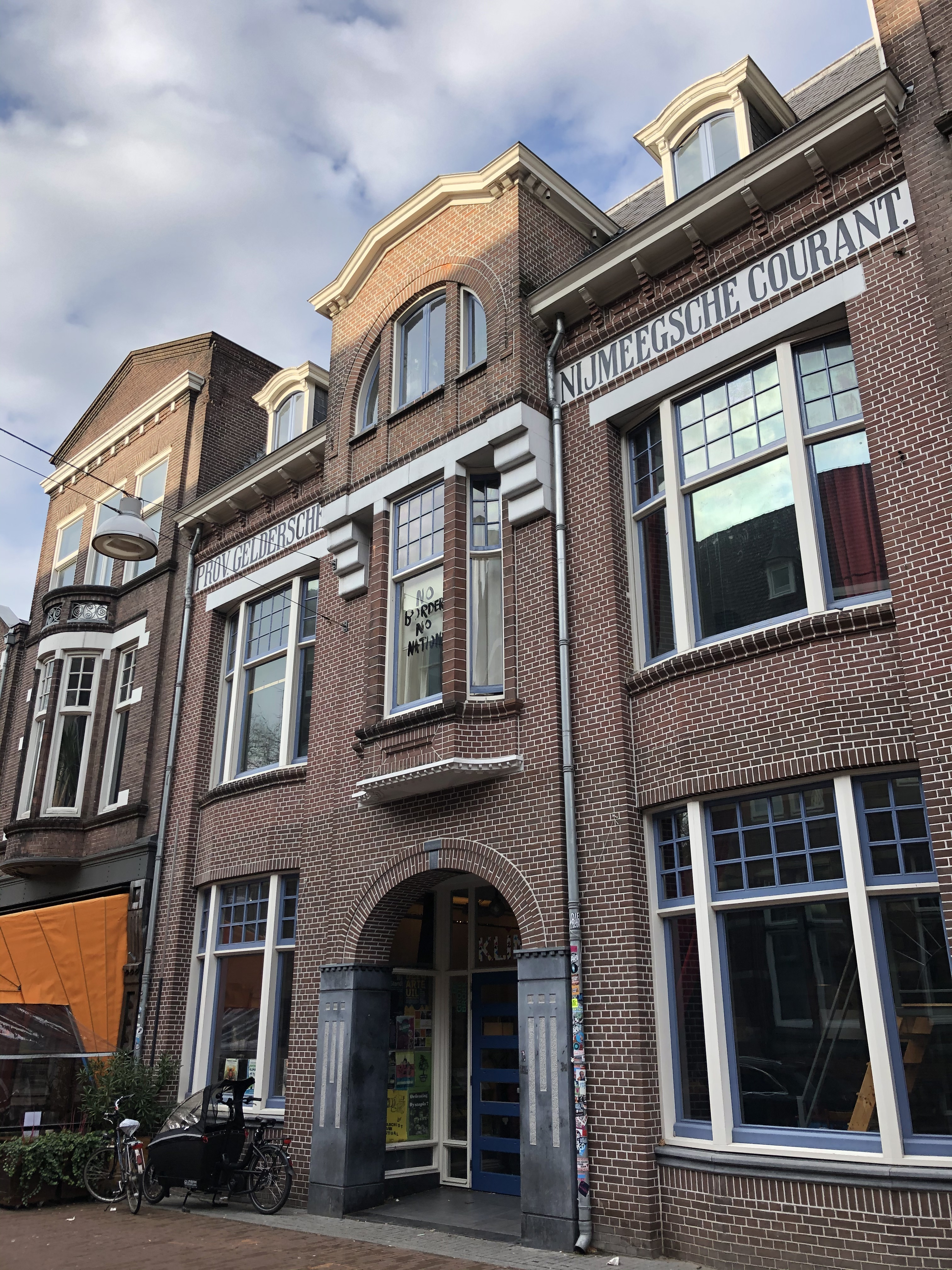
Het voormalige kraakpand De Grote Broek in Nijmegen.

## Cultuuruitingen
Het maatschappijkritische aspect van de queerbeweging komt onder meer in muziek, film, kunst en de kenmerkende zines naar voren. Vaak wordt dit aangeduid met de term queercore, een sociaal-culturele beweging die sinds het midden van de jaren tachtig van de twintigste eeuw als afsplitsing van de punk is ontstaan. Queercore wordt gekenmerkt door de verwerping van homofobie en de sterke banden met de lhbt-beweging.

### Voorzieningen
Grotere gemeenschappen van queerminded mensen zijn te vinden in steden als Amsterdam, Londen, Berlijn en San Francisco. De onderlinge tolerantie is vaak vrij hoog. Welk gender of welke seksuele voorkeur iemand heeft is minder belangrijk dan hoe men in de maatschappij staat. Het vrije en tegendraadse karakter van de queeridentiteit leent zich echter niet goed voor permanente voorzieningen of vastomlijnde organisaties.
Queerminded mensen komen dan ook vooral samen op festivals, zoals Queeruption, Queeristan of Milkshake, en verschillende queerfeesten die vaak in wat meer alternatieve uitgaansgelegenheden of kraakpanden worden georganiseerd. Voorbeelden hiervan in Amsterdam zijn de 'potten- en flikkerdisco', De Trut en het voormalige kraakpand Vrankrijk met queeravonden op de woensdag. In Utrecht zijn er queerfeesten in poppodium EKKO en in Nijmegen is De Onderbroek in voormalig kraakpand De Grote Broek een bekende queer hotspot.
Een nieuwer fenomeen zijn queer gyms, oftewel sportscholen die zich speciaal op trans en non-binaire personen richten, aangezien zij zich in de gewone sportscholen vaak ongemakkelijk voelen. In de Verenigde Staten werd in 2010 reeds een queer gym geopend. De eerste queer gym van Nederland werd in Rotterdam geopend door Romy Rockx in januari 2021. In Amsterdam organiseert Vondelgym een regulier evenement voor deze doelgroep en in augustus 2022 opende in de Dapperbuurt een queersportschool onder de naam "We Are Queer".

### Muziek
Als muzikaal genre gaan de teksten vaak over vooroordelen, seksualiteit en genderidentiteit. Veel queercore-groepen zijn ontstaan uit de punkscene, maar werden beïnvloed door industrial. Een voorbeeld is de Amerikaanse band Pansy Division. Andere typische vertegenwoordigers van het queermuziekgenre zijn de Canadese zangeres Peaches en de Amerikaanse band Gossip, maar ook vroegere voorlopers die met man/vrouw scheidslijnen speelden worden achteraf wel als queer gelabeld, zoals bijvoorbeeld David Bowie.
Queer is ook de titel van een bekende hit van Garbage, maar dit is geen queerband en hier wordt de term nog in de oude betekenis als scheldwoord gebruikt.

### Literatuur

Queeranarchismevlag

### Symbolen
Als symbool voor queeranarchisme was er aanvankelijk een schuingedeelde vlag in de kleuren roze en zwart, analoog aan andere anarchistische vlaggen. Sinds de jaren tien van deze eeuw wordt steeds vaker een variant op de regenboogvlag gebruikt. Deze was oorspronkelijk in 1978 ontworpen door Gilbert Baker in 1978, maar in 2017 werden bruine en zwarte banen toegevoegd die mensen van kleur representeren. Het jaar daarop kwam de Amerikaanse ontwerper Daniel Quasar met de 'Progress Pride-vlag' die vijf nieuwe kleuren telt: naast het eerder geïntroduceerde bruin en zwart, nu ook roze, lichtblauw en wit die staan voor transmensen, non-binaire personen en degenen die zich als gendernon-conform identificeren. Verschillende gemeentes in Nederland hebben deze vlag gehesen, zoals tijdens Coming-Outdag.

### Bekende personen

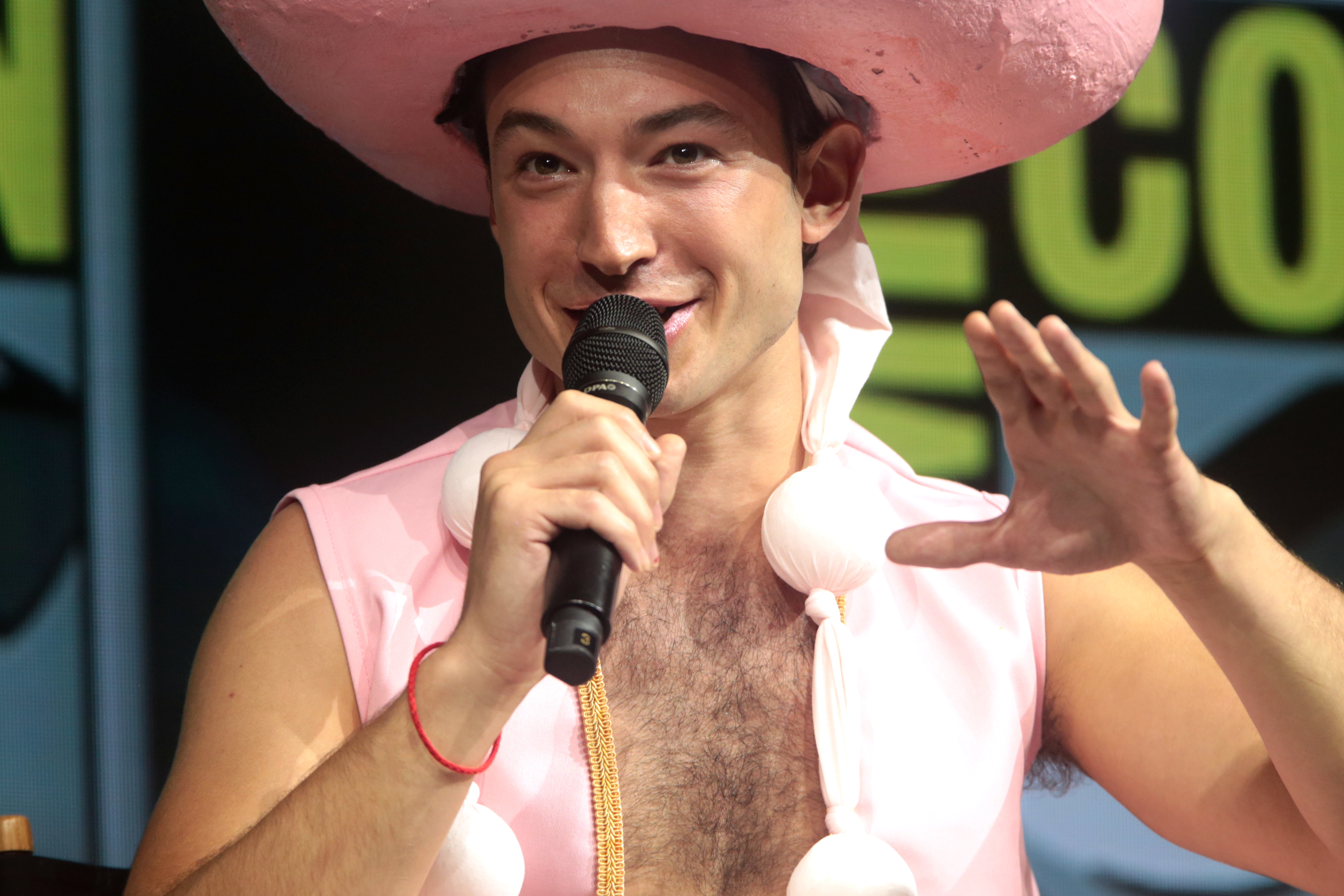
Ezra Miller tijdens San Diego Comic Con in 2018.

Diverse bekende personen uit de showbizz- en entertainmentwereld identificeren zich als queer. Artiesten als Miley Cyrus en Halsey zijn hier voorbeelden van. Een ander rolmodel is zanger en songwriter Sam Smith, die in oktober 2017 aangaf zichzelf te identificeren als genderqueer en lichtte in een interview toe zich noch man noch vrouw te voelen. In september 2019 kwam Smith uit de kast als non-binair. Smith wil aangeduid worden met genderneutrale voornaamwoorden. In 2022 zei schrijver Valentijn Hoogenkamp zich te identificeren als queer en non-binair. Hoogenkamp schreef over dit proces het boek Anti-boy.

Acteurs die zich als queer identificeren zijn onder andere Ezra Miller en Elliot Page. Miller identificeerde zich in 2012 als queer en zei daarover: 
"The way I would choose to identify myself wouldn't be gay. I've been attracted mostly to 'shes' but I've been with many people and I'm open to love whatever it can be [...] I don't identify as a man. I don't identify as a woman. I barely identify as a human."

### Website
Queer.nl was van 2001 t/m 2002 de voorloper van de homowebsite Gay.nl. Op deze website was het onder meer mogelijk om met anderen te chatten en om date- en seksadvertenties te plaatsen.